# Gonzalo Pérez (secretario real)
Gonzalo Pérez (Segovia, 1500-Madrid, 1566) fue un secretario del Consejo de Estado durante los reinados de Carlos I y Felipe II.

## Biografía

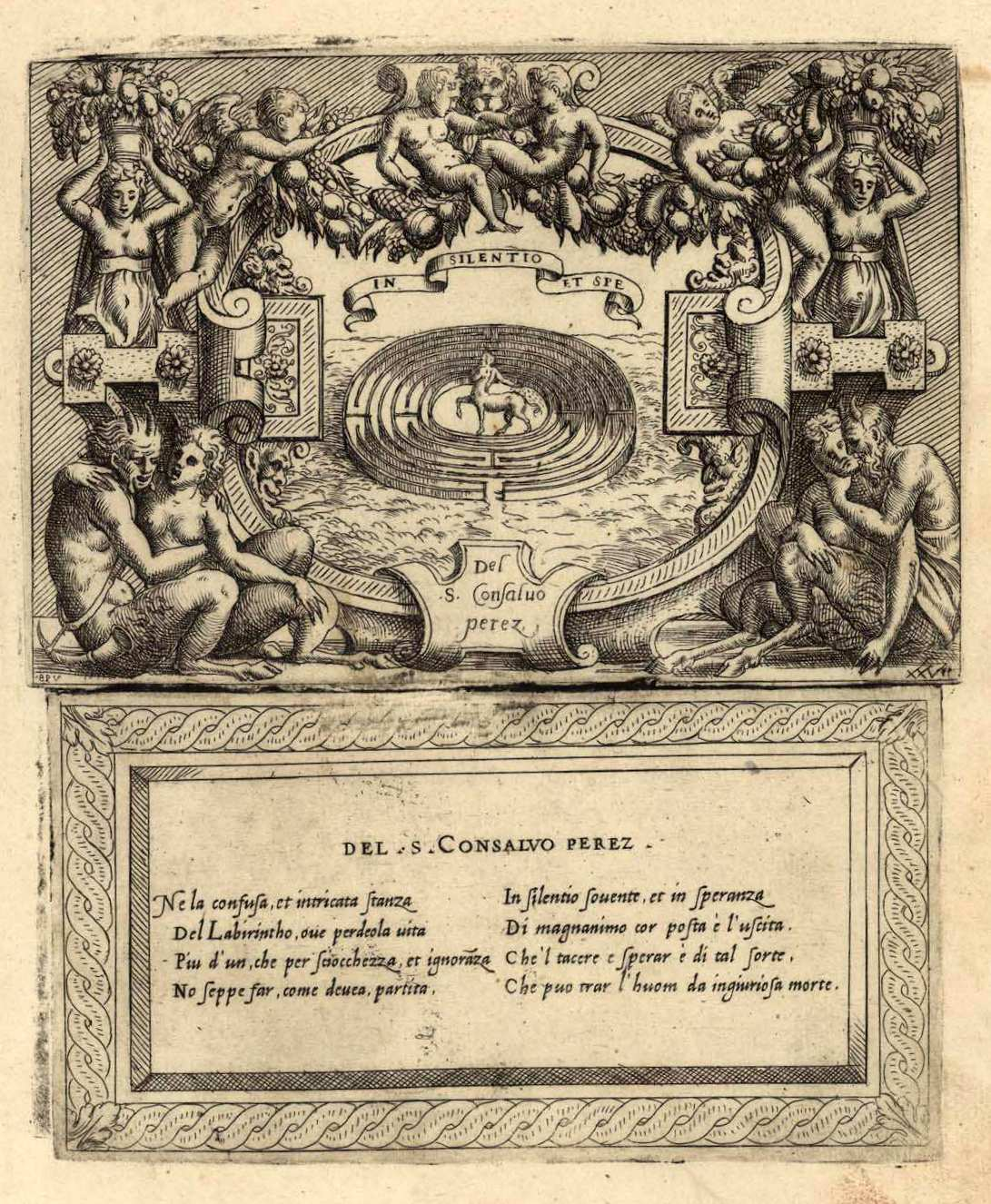
«In silentio et spe». Empresa de Gonzalo Pérez en Di Battista Pittoni pittore vicentino anno MDLXVIII Imprese, con versos en estancias de Lodovico Dolce. Venecia, 1565.

Fue hijo de Bartolomé Pérez, secretario de la Inquisición en Logroño. Su familia tenía una posición desahogada, ya que su padre concedió varios lugares y fincas al monasterio de Santa María de Huerta, situado entre Castilla y Aragón. Dicha familia era procedente de la baja nobleza. 
Respecto a su formación académica, uno de sus maestros fue Francisco de los Cobos. Realizó sus estudios universitarios en el Colegio de Oviedo de la Universidad de Salamanca. En 1538 el cardenal Bembo le concedió los títulos de capellán real de Carlos I y arcediano de Villena. Posteriormente el rey de España y emperador del Sacro Imperio lo nombra secretario íntimo y consejero de su hijo Felipe II. 
En sus labores de secretario personal, acompaña a Felipe II con motivo de su boda con María de Portugal en 1543. Posteriormente también acude a las Cortes de Monzón de 1547. También ese mismo año fue arcediano de Sepúlveda. Tras la abdicación de Carlos I, el rey le concede a Gonzalo Pérez en pago de sus muchos servicios prestados a la corona, la abadía de San Isidoro de León. En su labor diplomática acompaña a Felipe II a Flandes a la Dieta de Augusta, y en 1554 a Inglaterra.
Hubo intención por parte de la gobernadora de Flandes, Margarita de Austria, y del cardenal Granvela de que fuera promovido al capelo, pero enterado Felipe II del hecho, escribió al sumo pontífice para impedir que lo hiciera, pues no quería perder a su secretario. 
Padre del conocido Antonio Pérez, el cual también fue secretario de Estado con Felipe II. Sus detractores atribuyen dicha paternidad después de su ordenamiento como clérigo. Algunos autores atribuyen la paternidad al príncipe de Éboli, por aquel entonces casado, y se especula que se trataría de un favor personal entre ambos.
Tradujo al castellano por vez primera de forma completa una obra de Homero: La Ulisea, publicada en 1550 en Salamanca y Amberes los cantos I-XIII (reimpresión tres años después) y en 1556 el poema entero en Amberes. Una edición revisada fue publicada en 1562 en Venecia (reimpresa en 1767).
Como literato aparece en el catálogo del Diccionario de autoridades de la lengua castellana. De su ingenio literario tenemos muchas pruebas como un soneto a la muerte de doña Marina de Aragón, dama de la emperatriz Isabel, que dicen murió de mal de amores a temprana edad:

¿Quién yace aquí? Soy yo doña Marina.

¿Que sangre? De Aragón, que no debiera.

¿Por qué? Porque quizá mejor me fuera,

Y no acaba en esta suerte tan malina.

¿Qué fue tu vida acá? Con la divina

Emperatriz viví, que su dama era.

¿Fuiste casada? No; bien lo quisiera.

¿Pues quién te lo estorbó? Tú lo adivina.

¿Viniste descansada? Ni aun hora

¿Fuiste hermosa? No sé; el mundo lo diga.

¿En que edad acabaste? Mal lograda.

¿De que mal? De dolor. ¿Fuiste señora?

Ni aun de mi libertad; y ansí fatiga

Llegué a la triste y última jornada.